# Gustav Adolf Wilhelm von Helbig
Gustav Adolf Wilhelm von Helbig (ur. 1757, zm. 14 listopada 1813 w Dreźnie) – publicysta i dyplomata saski.
Wstąpił do saskiej służby dyplomatycznej, w której pełnił funkcje - sekretarza w Poselstwie Saksonii w Petersburgu (1786-1796), sekretarza w Berlinie (1806-), urzędnika w Sądzie Okręgowym (Landgericht) i Okręgowym Urzędzie Podatkowym (Landesobersteuerkasse) w Dreźnie (-1810), oraz rezydenta Saksonii oraz rezydenta Księstwa Warszawskiego w Gdańsku (1810-1812). 

## Prace własne
- Russische Günstlinge, Tübingen in der J. G. Cotta`schen Buchhandlung 1809
- Biographie Peter des dritten Kaisers von Rußland, 1808
- Russische Günstlinge, Georg Müller München 1917